# モンゴル時間
|  | UTC+7 |
|  | UTC+8 |

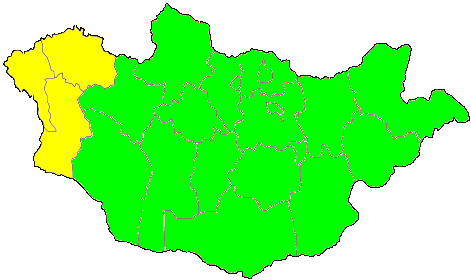

モンゴル時間は、モンゴル国で使用されている標準時はUTC+7とUTC+8の2つである。夏時間は1983年から1998年の間に行っていたが廃止された。その後2001年から2006年まで再び夏時間を行ったが廃止された。2015年からまた夏時間が行われるようになったものの2017年に廃止され現在に至る。地域ごとの標準時は以下の通りである。
- UTC+7
  - オブス県
  - ホブド県
  - バヤン・ウルギー県
- UTC+8
  - 上記を除く地域（ウランバートル、チョイバルサンなど）

## IANAのTime Zone Database
IANAのTime Zone Databaseには、モンゴル国の標準時として以下の3つの時間帯が含まれている。
| 国コード | 座標        | 時間帯ID         | 注釈                                                       | 協定世界時との差 | 夏時間 | 備考 |
| -------- | ----------- | ---------------- | ---------------------------------------------------------- | ---------------- | ------ | ---- |
| MN       | +4804+11430 | Asia/Choibalsan  | ドルノド、スフバートル                                     | +08:00           | +08:00 |      |
| MN       | +4801+09139 | Asia/Hovd        | バヤン・ウルギー、ゴビ・アルタイ、ホブド、オブス、ザブハン | +07:00           | +07:00 |      |
| MN       | +4755+10653 | Asia/Ulaanbaatar | モンゴル（ほとんどの地域）                                 | +08:00           | +08:00 |      |

## 参照
1. ↑  Noda Time | Time zones
2. ↑  en:List of tz database time zones